# Hajdú Péter (műsorvezető)
Hajdú Péter (Budapest, 1975. április 11. –) magyar televíziós műsorvezető, üzletember, vállalkozó, producer.

## Életpályája
Tanulmányait a Külkereskedelmi Főiskolán, valamint a MÚOSZ újságíró-iskoláján végezte. Egykori iskolatársával, Tornóczky Anitával közösen alapítottak produkciós céget, tévés műsorok készítésével kezdtek foglalkozni. Ismertséget a NÉVshowR című műsor hozott számára, melyet mentorával, Dömsödi Gáborral közösen vezetett. Később az Esti Frizbi és Frizbi című műsorokat vezette. Felesége Sarka Kata modell volt, akivel 2008. augusztus 16-án kötött házasságot a budapesti Szent István-bazilikában. Két gyermekük van: Noémi (2009) és Dávid (2010). Jelenlegi partnere Láng Eszter, közös gyermekük, Hajdú Dominik 2022 februárjában született meg.
Hajdú Péter 2020 májusa és 2022 júniusa között a Mészáros Lőrinc felcsúti nagyvállalkozó volt feleségéhez, Mészáros Beatrixhoz tartozó Media Vivantis Zrt., a LifeTV és az OzoneTV csatornák vezérigazgatója.
2022 decemberében saját YouTube csatornát indított, Frizbi TV néven. Vendégei voltak, többek közt: Galambos Lajcsi, Sebestyén Balázs, Csuti, DopeMan, Fazekas Vivien, Forstner Csenge, G.w.M., Zámbó Krisztián.

## Műsorai
- NÉVshowR (MTV, ATV)
- Frizbi (Budapest Rádió, Yo! Rádió)[4][5]
- Esti Frizbi (ATV, Story TV)
- Frizbi Hajdú Péterrel (TV2, LifeTV, YouTube)
- Showtime Hajdú Péterrel (TV2)
- Összezárva Hajdú Péterrel (LifeTV)
- Beköltözve Hajdú Péterhez (YouTube)

## Híres interjúalanyai
- Bud Spencer
- Robert De Niro
- Roger Moore
- Paris Hilton
- Thomas Anders
- Conchita Wurst
- Haddaway
- Philipp Plein
- Varga Judit

## Díjak, kitüntetések
- Nívó-Díj 2003.